# Carolina-Dosenschildkröte

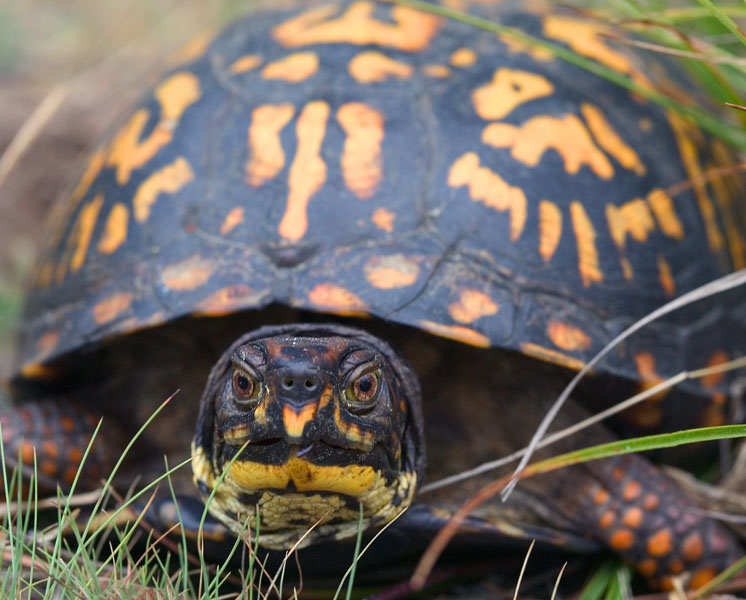
Carolina-Dosenschildkröte der Unterart Terrapene carolina carolina

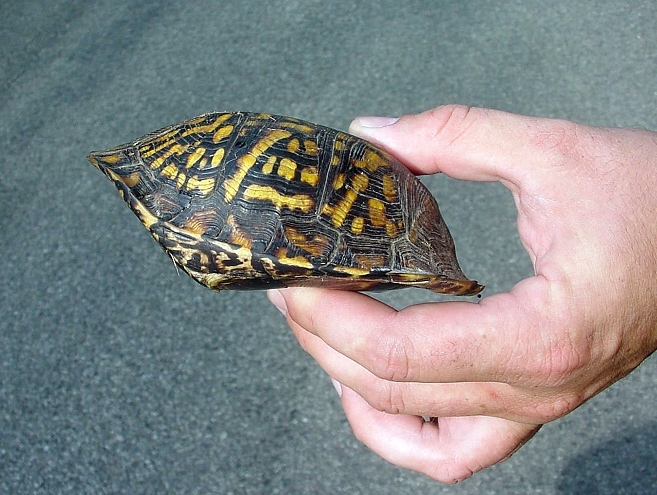
Carolina-Dosenschildkröte der Unterart Terrapene carolina carolina mit geschlossenem Panzer

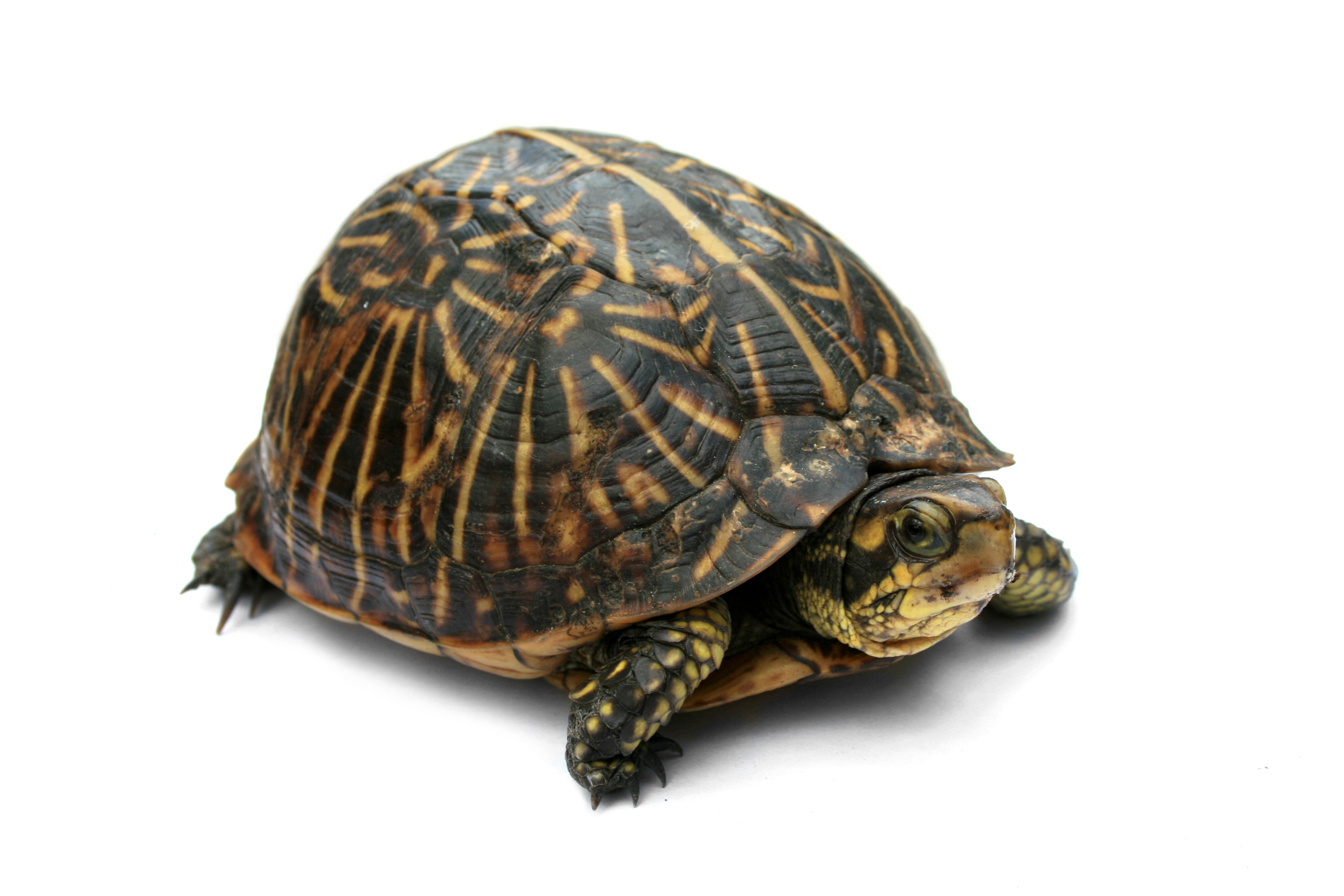
Florida-Dosenschildkröte (Terrapene carolina bauri)

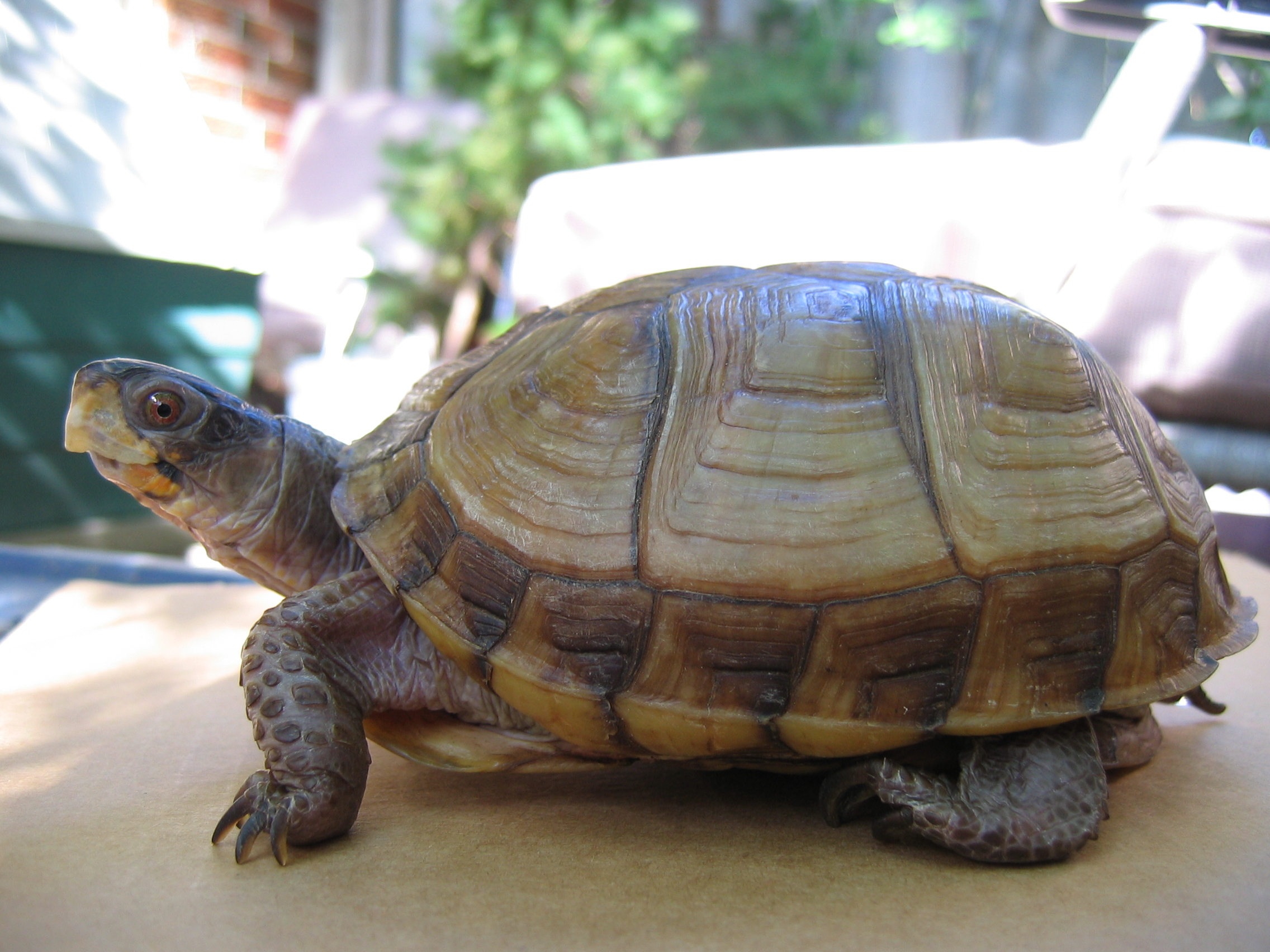
Dreizehen-Dosenschildkröte (Terrapene mexicana triunguis) zuvor Terrapene carolina triunguis

Die Carolina-Dosenschildkröte, auch Gewöhnliche Dosenschildkröte (Terrapene carolina) ist eine Schildkröte aus der Gattung der Dosenschildkröten. Sie gehört zu den nordamerikanischen Arten, deren Verbreitung über den Osten und die Mitte der USA bis in den Südwesten reicht. Seit mehr als einhundert Jahren wird sie auch als Terrarientier gehalten.

## Erscheinungsbild
Die Carolina-Dosenschildkröte hat je nach Unterart eine Carapaxlänge von 10 bis 20 Zentimeter. Der Rückenpanzer ist immer deutlich aufgewölbt. Die Färbung des Rückenpanzers ist allerdings sehr variabel. Je nach Unterart hat sie ein gelbliches bis orangefarbenes Flecken- und Streifenmuster. Der Bauchpanzer dagegen ist einfarbig und entweder bräunlich oder dunkel gezeichnet.
Die Männchen lassen sich von den Weibchen an der Augenfarbe unterscheiden. Männchen haben eine auffällige rote Iris, während die der Weibchen gelblich braun sind. Die Geschlechter unterscheiden sich auch in den Extremitäten. Die Hinterfußkrallen der Männchen sind nur etwas gebogen und verhältnismäßig kurz. Die Weibchen haben die längeren, schlankeren und geraderen Hinterfußkrallen.
Wie alle Dosenschildkröten verfügt auch die Carolina-Dosenschildkröte über einen besonderen Schließmechanismus ihres Panzers. Bei Gefahr kann sie ihren Bauchpanzer vorn und hinten mittels Quergelenk einklappen. Sämtliche Weichteile sind damit geschützt – wegen dieses besonderen Schutzmechanismus trägt die Gattung die Bezeichnung Dosenschildkröte. Bei frisch geschlüpften Jungtieren funktioniert dieser Klappmechanismus allerdings noch nicht.

## Lebensweise
Sie bevorzugt feuchte Lebensräume wie Wiesen, Schwemmland oder feuchte Wälder. Morgens, vor allem nach einem Regen, ist sie sehr aktiv und sucht Nacktschnecken, Würmer, Pilze oder Beeren. Die Carolina-Dosenschildkröte ist ein Allesfresser. Um der Hitze zu entkommen, versteckt sie sich mittags und im Hochsommer im Schlamm. In den kalten Monaten fällt sie in Winterstarre. Einige Individuen sind in Gewässernähe oder sogar in der Flachwasserzone von Gräben und langsam fließenden Bächen zu finden, die Carolina-Dosenschildkröte ist jedoch ein schlechter Schwimmer.

## Fortpflanzung
Die Carolina-Schildkröte paart sich von Frühjahr bis in den Herbst. Die Weibchen legen die Eier jedoch gewöhnlich in der Zeit von Mai bis Juli. Sie legen dabei bis zu vier Gelege an. Ein Gelege umfasst zwischen zwei und sechs Eier. Wann die Jungtiere schlüpfen ist abhängig von der Umgebungstemperatur und dem Verbreitungsgebiet. Manche Jungtiere schlüpfen nach 2 Monaten, andere Jungtiere erst nach 4,5 Monaten.
Die Weibchen können nach einer Paarung über mehrere Jahre befruchtete Eier legen. Hauptfeinde der Jungen sind verschiedene Säugetiere, zum Beispiel Waschbären, und Greifvögel.

## Systematik
Die Art enthält derzeit 4 Unterarten:
- Carolina-Dosenschildkröte (Terrapene carolina carolina (Linnaeus, 1758)) - Südliche USA
- Florida-Dosenschildkröte (Terrapene carolina bauri Taylor, 1895) - Florida, Halbinsel und Keys
- Golfküsten-Dosenschildkröte (Terrapene carolina major (Agassiz, 1857)) - Südosten der USA
- Dreizehen-Dosenschildkröte (Terrapene carolina triunguis (Agassiz, 1857)) - Südliches Missouri bis Alabama und Texas

Ursprünglich wurden sechs Unterarten beschrieben.
2013 wurden jedoch die Unterarten Terrapene carolina mexicana, Terrapene carolina triunguis und Terrapene carolina yucatana einer neuen eigenen Art Terrapene mexicana (Gray, 1849) von Martin et al. zugeordnet. Später wurde die Yucatan-Dosenschildkröte (Terrapene carolina yucatana (Boulenger, 1895)) von der Yucatán auf Artrang erhoben und die Dreizehen-Dosenschildkröte wieder Terrapene carolina als Unterart unterstellt.

## Nachweise